# Sjaak Alberts
Jacques Anton „Sjaak” Alberts (ur. 27 lutego 1926 w Arnhem, zm. 21 lipca 1997 w Hadze) – holenderski piłkarz grający na pozycji obrońcy. W swojej karierze rozegrał 5 meczów w reprezentacji Holandii.

## Kariera klubowa
Całą swoją karierę piłkarską Alberts spędził w klubie SBV Vitesse. Zadebiutował w nim w 1942 roku i grał w nim do 1953 roku.

## Kariera reprezentacyjna
W reprezentacji Holandii Alberts zadebiutował 6 kwietnia 1952 roku w przegranym 2:4 towarzyskim meczu z Belgią, rozegranym w Antwerpii. Wcześniej, w 1948 roku, był w kadrze Holandii na igrzyska olimpijskie w Londynie. Z kolei w 1952 roku został powołany do kadry na igrzyska olimpijskie w Helsinkach. W kadrze narodowej rozegrał 5 meczów, wszystkie w 1952 roku.